# Битка за Ржев у лето 1942.
Битка за Ржев у лето 1942 била је део низа битака које су трајале 15 месеци у центру Источног фронта.
У совјетској историји Другог светског рата позната је као прва Ржевско–сичевска офанзивна операција, која је трајала од 30. јула до 23. августа 1942. Међутим, опширно је документовано да су се борбе наставиле током септембра и да нису престале до почетка октобра 1942.
Црвена армија је претрпела огромне губитке наспрам малог добитка током борби, дајући бици озлоглашеност која се огледа у њеном називу: Ржевска машина за млевење меса.
Ржев, који се налази 230 километара западно од Москве, је заузео немачки Вермахт у операцији Тајфун у јесен 1941. године, која их је одвела до капија Москве. Када их је совјетска контраофанзива отерала назад, Ржев је постао камен темељац одбране Немаца. Средином 1942., град је био најистуренија тачка у правцу Москве коју су држали Немци. У јулу и августу 1942., Јосиф Стаљин је задужио двојицу својих команданта фронта, генерала Георгија Жукова (командант совјетског Западног фронта) и генерала Ивана Коњева (командант Калињинског фронта), да спроведу офанзиву за ослобођење  Ржева и задају ударац Групи армија Центар коју би потиснули далеко од Москве. Планирано је да главни  напад буде усмерен на 9. армију генерала Валтера Модела, која је држала већи део Ржевског клина.
Велики губици и мали добици остварени током двомесечне борбе оставили су трајан утисак на совјетске војнике који су учествовали. У октобру је стратешки баланс у центру Источног фронта остао суштински непромењен. Међутим, немачка војска је такође претрпела тешке губитке, и док је њена одбрана била тактички успешна, постигла је нешто више од одржавања статуса кво.

## Позадина
У завршној фази битке за Москву дошло је до формирања ржевског клина. Совјетска контраофанзива је отерала Вермахт са предграђа Москве на више од 160 километара и пробила је фронт групе армија Центар на бројним местима. Ржев, стратешка раскрсница и витална железничка раскрсница која се пружа на обалама Волге, постао је северни стуб левог крила групе армија Центар. Био је то једини већи град на огромном пространству и 9. армији је представљао стратешку позицију за даље операције. Опстанак ржевског клина био је угрожен у самом тренутку његовог стварања, када су 29. и 39. армија Калињинског фронта отвориле јаз западно од Ржева и продрле на југ у немачку позадину. Само успевајући да задрже совјетске армије које су продирале даље од виталне железничке везе са Ржевом, 9. армија, којом је сада командовао генерал Модел, успела је да затвори јаз у Ржеву, чиме је пресекла совјетске линије снабдевања и смањила њихову способност да задају тежак ударац целој армијској групи. Совјетски контранапад је био исцрпљен и Немци су се опоравили довољно да покрену неколико операција како би очистили своју позадину. У јулу 1942. покренута је операција Сејдлиц, да би се ухватиле у замку и уништиле две совјетске армије и успела је у томе за нешто више од недељу дана, чиме је та армијска група поново постала готово веродостојна претња Москви.

## Увод

### Команданти
- фон Фитингоф
- Коњев
- Модел
- Жуков

- Генерал оклопних трупа Хајнрих фон Фитингоф је био командант корпуса у 9. армији у јуну 1942. и привремено је предводио армију на почетку битке, док је Модел био на одмору. Касније је командовао 10. армијом и групом армија Ц у Италији.[12]
- Генерал оклопних трупа Валтер Модел је командовао 3. оклопном дивизијом на почетку операције Барбароса, а постао је командант XXXXI моторизованог корпуса у октобру 1941.[13] Показао је велику одлучност у одбрамбеним зимским биткама и 12. јануара 1942. унапређен је у команданта 9. армије.[13] Показао се као чврст војник и специјалиста за одбрану. Поштован од стране Хитлера, наставио је да напредује, поставши фелдмаршал у марту 1944. године.[14]
- Георгиј Жуков је био начелник Генералштаба када су Немци напали Совјетски Савез, али је, након неслагања са Стаљином у вези са одбраном Кијева, деградиран на команду Резервног фронта.[15] Постао је отклањач проблема, командујући Лењинградским фронтом у јесен и вратио се у Москву да води одбрану и контраофанзиву. Жуков је остао у централном сектору и он је у пролеће 1942. тврдио да је московска осовина најкритичнија и да група армија Центар представља највећу претњу за Совјетски Савез. За њега су немачке снаге код Ржева "представљале бодеж уперен у Москву".[16] Жуков је убедио Стаљина да му да додатне снаге које су му биле потребне. Командовао је нападима Западног фронта све док, крајем августа, Жуков није постао заменик врховног команданта и пребачен у Стаљинград. Касније је наставио да држи највише команде у Совјетској армији, а у јануару 1943. постао је маршал Совјетског Савеза. Жуков је увек остао у јеку борби до самог краја рата, командујући 1. белоруским фронтом у бици за Берлин, остајући у ривалству са Коњевим, који је командовао 1. украјинским фронтом у последњој бици.[17]
- Генерал-пуковник Иван Коњев започео је рат против Немачке командујући 19. армијом, која је у првим недељама сукоба била поражена око Витепска.[18] Стаљин је окривио Коњева за катастрофу, али је Жуков интервенисао и обезбедио његов опстанак и унапређење у команданта фронта.[18] Наставио је да командује Калињинским фронтом у зимским биткама око Москве,[18] као и на почетку Ржевске операције. Када је Жуков унапређен у заменика врховног команданта, Коњев је добио општу одговорност за наставак офанзиве.

### Бојно поље
Летњи месеци 1942. године у области Ржева били су топли, са дугим данима и високим сунцем, што је омогућило да се област осуши након влажног пролећа. Ржев је имао равну, таласасту земљу, са густим шумама и мочварним деловима. Насеље Ржева имало је широку обрадиву земљу са густом мрежом малих сеоских заједница, које су често биле редови кућа дуж пута. Путеви су углавном били блатњави који су са доласком пролећних и јесењих киша постајали готово непроходни, али су се лети обично сушили. Падавине су обично биле умерене, али у летњим месецима 1942. године падале су необично јаке и упорне падавине.
Од циљева Црвене армије, град Ржев је био далеко највећи, са преко 50.000 становника. Зупцов је имао испод 5.000, Погорелоје Городишче је имало само 2.500. Карманово, као поприште огорчених борби, у суштини је било велико село.
Волга је најдужа река у Европи, и на централном сектору Источног фронта код Ржева и на јужном сектору код Стаљинграда, немачка и совјетска армија су се бориле да овладају њеним обалама. И Ржев и Зупцов су се простирали са обе стране реке, која је тада била широка 130 метара.
Од великог значаја и за нападача и за браниоца биле су притоке реке Волге: Дјоржа, Гжат, Осуга и Вазуза, које су се протезале од југа ка северу преко линије совјетског напада. Оне су у летње доба године обично мирне и плитке за прелазак, али тада су биле набујале од јулских киша и имале су дубину од преко 2 м. До августа су представљале велику препреку за напад Жуковљевог Западног фронта. Његове снаге су морале да пређу Дјоржуу на стартној линији, а затим још једну или чак две набујале реке да би постигле своје крајње циљеве.
Са немачке тачке гледишта, најважнији циљ је била железничка линија Вјазма-Ржев, чији губитак би прекинуо њихову линију снабдевања Ржева и учинио одбрану целог истуреног дела неодрживом. Такође је важна из совјетске перспективе била железничка линија Зупцов-Шаховскаја, која је ишла у правцу њиховог планираног напредовања и могла се користити за транспорт залиха напред.

### Супротстављене снаге

#### Немачки борбени ред
Снага 9. армије знатно је варирала средином 1942. године, пошто је група армија пребацивала снаге између својих армија за употребу у различитим операцијама и одбрамбеним обавезама.
Почетком јула 9. армија је ојачана како би могла да изведе операцију Сејдлиц. Досегла је укупно 22 дивизије, укључујући четири тенковске дивизије организоване у пет виших штабова корпуса. Након успешног завршетка операције, армијска група је многе од својих офанзивно способних дивизија пребацила на југ за следећи планирани напад на избочину Сухиничи, остављајући 9. армију крајем јула са 16 пешадијских дивизија, организованих у три корпуса, са 14 дивизија у линији, једна у резерви а друга у транзиту.
Скоро све дивизије групе армија Центар су биле у тешким зимским борбама, које су умањиле њихову борбену снагу. Према извештајима о рехабилитацији, неопходност држања линије и 'несмањен интензитет одбрамбених борби', закључује се да су дивизије групе армија Центар могле само делимично да се опораве. Имали су ограничену покретљивост и смањену борбену ефикасност, а највећи недостатак представљао је недостатак моторних возила и коња.
Након колапса њеног фронта источно од Ржева, армија је брзо ојачана, али непрекидни напори упорних руских напада навели су генерала Модела да захтева даљу подршку. До краја септембра, армија је располагала са 25 дивизија, половином снаге армијских група, укључујући 20 пешадијских и четири оклопна, као и панцергренадирски дивизион "Гросдојчланд".
| Борбени ред: 9. армија – 30. јул 1942 | Борбени ред: 9. армија – 30. јул 1942 | Борбени ред: 9. армија – 30. јул 1942 | Борбени ред: 9. армија – 30. јул 1942 | Борбени ред: 9. армија – 30. јул 1942 | Борбени ред: 9. армија – 30. јул 1942 |
| Армија                                | Командант армије                      | Корпус                                | Командант корпуса                     | Дивизије                              |                                       |
| ------------------------------------- | ------------------------------------- | ------------------------------------- | ------------------------------------- | ------------------------------------- | ------------------------------------- |
| 9. армија                             | Хајнрих фон Фитингоф                  | XXIII армијски корпус                 | Карл Хилперт                          | 197., 246., 86., 110., 129., и 253.   |                                       |
|                                       |                                       | VI армијски корпус                    | Бруно Билер                           | 206., 251., 87., и 256.               |                                       |
|                                       |                                       | XLVI оклопни корпус                   | Ханс Цорн                             | 14. мот., 161.; 36. мот., и 342.      |                                       |
|                                       |                                       | Резерве                               |                                       | 6., део 328.                          |                                       |

| Борбени ред: 9. армија – 2. октобар 1942 | Борбени ред: 9. армија – 2. октобар 1942 | Борбени ред: 9. армија – 2. октобар 1942 | Борбени ред: 9. армија – 2. октобар 1942 | Борбени ред: 9. армија – 2. октобар 1942        | Борбени ред: 9. армија – 2. октобар 1942 |
| Армија                                   | Командант армије                         | Корпус                                   | Командант корпуса                        | Дивизије                                        |                                          |
| ---------------------------------------- | ---------------------------------------- | ---------------------------------------- | ---------------------------------------- | ----------------------------------------------- | ---------------------------------------- |
| 9. армија                                | Валтер Модел                             | XXIII армијски корпус                    | Карл Хилперт                             | 197., 246., 86., 110. и 253.                    |                                          |
|                                          |                                          | VI армијски корпус                       | Бруно Билер                              | 206., 251., 87., и 6.                           |                                          |
|                                          |                                          | XXVII армијски корпус                    | Валтер Вајс                              | 256., 14. мот., 72., 95., и 129..               |                                          |
|                                          |                                          | XXXIX оклопни корпус                     | Ханс-Јирген фон Арним                    | 102., 5. оклопна, 1. оклопна, и 78..            |                                          |
|                                          |                                          | XLVI оклопни корпус                      | Ханс Цорн                                | 2. оклопна, 36. мот., и 342.                    |                                          |
|                                          |                                          | Резерве                                  |                                          | 161., 328., 9. оклопна, и Гросдојчланд дивизија |                                          |

#### Совјетски борбени ред
Стаљин и  Ставка, настојали су да развију снажну концентрацију снага које би напале уске немачке секторе. На пример, Калињинском фронту је речено да 'створи ударну групу ' од најмање 11 стрељачких дивизија и три стрељачке бригаде, осам тенковских бригада и 10 артиљеријских пукова РГК. Да би постигла ове високе концентрације снага, Ставка је из своје резерве предала Калињинском фронту, пет стрељачких дивизија, шест тенковских бригада, два артиљеријска пука РГК са топовима 152 мм, четири противтенковска артиљеријска пука и 10 М-30 батаљона.
Подршка операцији је требало да буде у огромним размерама. У покушају да преотму супериорност у ваздуху од Немаца, генерал-пуковнику Александру Новикову, команданту совјетског ратног ваздухопловства, речено је да концентрише 1100 авиона у секторима напада, укључујући 600 ловаца. Они су настојали да разбију немачки фронт применом идеје о 'артиљеријском нападу' како би максимизирали ватрену моћ користећи масовне колекције топова, минобацача и ракетних бацача. 30. армија, на пример, концентрисала је 1323 топа и минобацача дуж свог дела од 10 километара постигавши густину од 140 цеви по километру. Корелација пешадије у секторима напада израчуната је између 3–4:1 у сектору 30., 31. и 33. армије и око 7:1 у сектору 20. и 5. армије. Артиљеријска предност је била надмоћна са 6–7:1 у свим армијама осим у 30. где је израчунато на 2:1.
Већина совјетских тенкова и даље је лежала у засебним тенковским бригадама које су директно подржавале пешадију. 30. армија је започела офанзиву са девет тенковских бригада са 390 тенкова, 31. армија је имала шест тенковских бригада са 274 тенка, а 20. армија пет тенковских бригада и 255 тенкова. Иза ових снага на нивоу војске били су новоформирани тенковски корпуси, 6. и 8. у позадини 20. армије, и 5. тенковски корпус иза 33. армије.
Тенковски корпуси су формиран између марта и маја око језгра постојећих тенковских бригада и нових људи из установа за обуку. Били су снабдевени најбољим доступним тенковима, али им је недостајала артиљерија и јединице за подршку. У почетку су чак недостајали и камиони. Иако су формиране око језгра ветерана из зимских борби, ове јединице су подржавале пешадијске армије и још нису биле навикнуте на самостална дејства и нису биле у стању да остваре своју експлоататорску улогу. Њихове вође су били искусни команданти, од којих су многи били опрезни према немачким оклопним јединицама из ранијих сукоба у кампањи и били су склони прецењивању немачке снаге.
| 30. армија    | Дмитриј Лељушенко |                               | 2. и 16. гардијска стрељачка дивизија, 52., 78., 111., 220., 343., 379. стрељачка дивизија, 9 тенковских бригада укљ. 35., 238. и 240. тенковску бригаду у мобилној групи копнене војске |
| 29. армија    | В. И Швецов       |                               | |
| 31. армија    | В. С. Поленов     |                               | 20. гардијска стрељачка дивизија, 88., 118., 164., 239., 247., 336. стрељачка дивизија, 6 тенковских бригада 34., 71., 212. и 92., 101., 145. у покретној групи                          |
| 20. армија    | Макс Рејтер       |                               | 251., 331., 354., 82., 312. и 415. стрељачка дивизија, 40. стрељачка бригада, 5 тенковских бригада 17., 20., плус 11., 188. и 213. у мобилној групи.                                     |
| 20. армија    |                   | 8. гардијски стрељачки корпус | 26. гардијска стрељачка дивизија, 129., 148., 150. и 153. стрељачка бригада |
| 5. армија     | Иван Феђунински   |                               | 3. гардијска моторизована дивизија, 42. гардијска стрељачка дивизија, 19., 28. стрељачка дивизија, 28., 35. и 49. стрељачка бригада и 120., 161. и 154. тенковска бригада.               |
| 33. армија    | Михаил Хозин      |                               | 50., 53., 110., 113., 160. и 222. стрељачка дивизија, 112., 120., 125. и 125. стрељачка бригада, 18., 80. и 248. тенковска бригада                                                       |
| 33. армија    |                   | 7. гардијски стрељачки корпус | 5., 30. гардијска стрељачка дивизија, 17. стрељачка дивизија |
| Западни фронт |                   |                               | 5., 6., 8. тенковски корпус, 2. гардијски коњички корпус |

## Битка

### Напад Калињинског фронта
Линија фронта, која се у овом сектору није мењала од јануара, дала је довољно времена совјетским обавештајним службама и планерима да одреде немачку предњу одбрану и планирају њихово уништење или потискивање. Ситуација иза линија фронта била је за нападача још неугледнија, а Немци, по Моделовом наређењу, нису мировали и изградили су секундарну линију изван Ржева и завршни појас одбране на периферији града.
Терен је био низак и склон замочварењу, а села су била подигнута на вишим и сушнијим узвишењима. Вермахт их је претворио у упоришта и повезао их добро брањеним рововима. Из совјетских извештаја сазнајемо да су имали чврста минска поља, мреже бункера, и бодљикаву жицу постављену у густе редове. Поред тога, необично влажно лето и настављени пљускови крајем јула и августа увелико су ојачали одбрану, ометајући распоређивање и тенкова и артиљерије за Русе, који су се показали неспособним да искористе своју супериорност у овим областима. Удаљеност до Ржева била је 12 км, а нападачке снаге су се надале да ће је прећи у брзом напредовању за два дана и да ће потпуно заузети град до трећег дана.
Да би извршио ову мисију, генерал-лајтнант Д. Д. Лељушенко, командант 30. армије, добио је огромна појачања и одредио је четири стрељачке дивизије постројене дуж уских сектора за напад, усмерене право на Ржев, и још две бочне стрељачке дивизије које би потиснуле немачку одбрану на страну. Иза њих је имао још две стрељачке дивизије спремне да појачају главни напад, и још једну иза бока. Шест стрељачких дивизија у линији би ударило на спој немачке 87. и 256. пешадијске дивизије и пробило одбрану дуж фронта од 10 км. Свака од главних нападачких дивизија била је појачана тенковским бригадама и подржана импресивним низом артиљерије и фронта, као и каћушама. Све у свему, 30. армија је за напад распоредила 390 тенкова, 1.323 топова и минобацача и 80 ракетних бацача.

#### 30. јул 1942.
У 6.30 часова 30. јула, при слабој видљивости раног јутра, артиљерија 30. армије отворила је ватру уз бурну грају. Начелник артиљерије Калињинског фронта, генерал-пуковник Н. М. Хлебников, присећао се: "Моћ ватреног удара је била толика да је немачка артиљерија након неколико посрнулих покушаја да одговори ватром на ватру стала. Прва два положаја одбране главног појаса непријатеља су уништена, трупе које су их држале су скоро потпуно уништене."
После сат и по бомбардовања, у 8 сати ујутро стрељачки одељења су кренула у напад. Упркос изненадној појави јаче кише, и са пешацима који су понекад газили кроз натопљена поља са водом до колена, напад је био у замаху.
Шеснаеста гардијска стрељачка дивизија у централном нападу је већ у првом сату прегазила предње ровове, а убрзо затим и утврђена села другог положаја, а до 13 часова њени људи су били дубоко у немачкој позадини и већ су се приближавали селу Полуњино, на пола пута до Ржева. Десно од ње, 111. и 379. стрељачка дивизија такође су се разбиле у немачку линију фронта, продрле у дубину и заузеле четири батерије артиљерије 87. дивизије.
Совјетска 30. армија је пробила фронт ширине од девет километара и продрла напред 7 км, али већ крајем првог дана њена напредовања зауставили су немачки контранапади и почели су да се појављују злослутни знаци предстојећих потешкоћа. У секторима за пробој помоћни тенкови су заостајали, а многи су остали заглибљени у блату, пешадија је наишла на припремљене немачке линије а након копања ровова они би се брзо испунили водом.
Генерал-лајтнант Данхаузер, командујући немачком 256. пешадијском дивизијом, ангажовао је свој инжињеријски и извиђачки батаљон у контранападу на село Полуњино и ангажовао своју последњу резерву, батаљон за теренску замену, да покуша да попуни његов отворени бок. Од његове првобитне линије фронта, коју је у близини старе границе 87. и 256. дивизије, скоро све је још увек било у немачким рукама упркос озбиљном притиску совјетског бочног напада. Девета армија је невољно предала 54. моторизовани батаљон, једину резерву 14. моторизоване дивизије, да попуни рупу на левом боку 256. дивизије.

#### 31. јул – 6. август 1942.
Следећег јутра, совјетски нападачи су очекивали да ће моћи да наставе напредовање, али су имали потешкоћа у координацији различитих оружја. Бројни кварови тенкова смањили су број потпорних оклопа на неколицину, што их је учинило рањивим на одбрану од немачких панцерјегера. Без масовне артиљеријске подршке, немачки одбрамбени положаји су остали нетакнути. Немци су успели да попуне празнине са дивизијским резервама и сада су водили очајничке битке, чекајући да стигне даља помоћ. До вечери су батаљони 18. и 58. пешадијског пука 6. пешадијске дивизије почели да пристижу у витални централни сектор око села Полунино и малог узвишења западно од села, брда 200.
За Совјете, дан није донео ништа осим великих губитака. 16. гардијска стрељачка дивизија започела је серију напада на село Полуњино, који је трајала цео дан, и претрпела је преко 1000 жртава. Како је лаконски објавио дивизијски часопис, 'напад није био успешан'. Фронтални напади од 31. јула поставили су образац за дане који долазе; Совјетски команданти нису имали слободу (или понекад машту) да развију флексибилну тактику и често ригидно извршавали наређења одозго, чак и ако је то значило да нападају директно преко истог терена данима или чак недељама..
До 3. августа Немци су већ бројали совјетске губитке и питали се колико ће још совјетске формације моћи да наставе. Тачно су проценили да су многе стрељачке дивизије претрпеле на хиљаде жртава, али су такође приметили знаке доласка нових људи да попуне неке од осиромашених редова. Три дана касније, фрустрирана Ставка је издала саопштење, захтевајући од 30. армије да обезбеди решења за низ уочених проблема, укључујући слабо вођство, неуспех у распоређивању тенкова и слабо снабдевање артиљерије муницијом. После успеха првог дана, седмодневни напади нису постигли ништа и 30. армија је прекинула напад да би се прегруписала и реорганизовала.

#### 10. –30. август 1942.
Руси су 10. августа напали бок 256. дивизије са новом жестином. 220. стрељачка дивизија, која је од 30. јула тукла тврдоглаву одбрану 256. пешадијске дивизије и која је само у прва четири дана имала 877 мртвих и 3.083 рањена, коначно је 12. августа ослободила кључно село Белково. Њен командант, пуковник Станислав Поплавски, видео је да су 'поља пуна мртвих лешева.' Дан раније, Гиљарович је добио позив од команданта фронта Коњева, који је предложио да се пратећа тенковска бригада повуче да предводи следећи пешадијски напад. Али оклопна возила, као и у многим другим секторима, заглибила су у блату и само четири тенка су се могла извући.
Али у другим секторима формиране су нове стрељачке формације. Јака тачка Ема, витални камен темељац одбране која је трајала две недеље, пала је; тенкови совјетске 255. тенковске бригаде несметано су лутали у њеној позадини. Неки немачки браниоци су приметили да су совјетски тенкисти применили нову тактику: 'Одржавајући се ван домашаја наших противтенковских топова, систематски су гађали сваки положај, што је деморализујући дејствовало на пешадију, изазивајући тенковску панику.'
Настављени руски тенковски напади били су у опасности да се заглибе у мочварном подручју, али тактика совјетске пешадије је остала непромењена са густим масама људи који су јурили напред, вичући 'Урааа'. Замене су често бацане директно у битку право из возова без оријентације или времена да упознају своје официре или њихову опрему.
Модел, који се управо вратио са одмора, видео је да је немачка одбрана уздрмана, али не и потпуно сломљена. Издао је наређења 'ни корак уназад' и убацио све расположиве резерве, укључујући борбене групе које су састављене од трупа које су се спремале за повлачење. Истовремено је захтевао додатна појачања од виших команди.
Губици Црвене армије су били катастрофални, али су и немачки браниоци били под великим притиском. Непрекидни напади су исцрпљивали трупе, а упади су морали да се стално одбијају локалним контранападима. 481. пешадијски пук је сада смањен на 120 борбених трупа, углавном придружених Мумертовој борбеној групи, која је била састављена од јединица које су избачене заједно из четири различите дивизије. Противтенковски батаљони су били кључ одбране од тенкова, али топови нису могли бити свуда. Било је уобичајено да пешадија користи снопове граната или мине да се избори са тенковима који су прегазили њихове ровове. Ови напади захтевали су велику индивидуалну смелост.
Добици у бочним нападима, иако слаби, коначно су отворили нову прилику источно од Пултуна, коју је 2. гардијска стрељачка дивизија успела да искористи. Прегазивши сектор који је ишао преко мочварног и пошумљеног терена, дивизија је за три дана пробила пут до Ржевског аеродрома у на периферији града. Контранапади су стабилизовали фронт, а Модел је дозволио
14. моторизованој и 256. пешадијској  дивизији, чији су положаји сада били иза совјетске линије, да се повуку преко западне обале Волге. Совјети су почели да пуцају на град, и заједно са ваздушним нападима свели су своје зграде на тињајуће рушевине.
До краја месеца, тврдоглава немачка одбрана  је окончана пошто су се коначно повукли под великим притиском и заузели нове одбрамбене положаје на периферији Ржева.

### Напад Западног фронта
Напад Западног фронта, планиран за 2. август, одложен је за још два дана, углавном због додатних одлагања изазваних лошим временским условима. Жуков је планирао да продре на линију код Погорелоје Городишча и напредује ка реци Вазузи, уништавајући притом одбрамбене снаге XXXXVI оклопног корпуса, познате као група Зупцов Карманово. Предња мобилна група, 6. и 8. тенковски корпус и 2. гардијски коњички корпус, били би ангажовани према Сичевки са 20. армијом, док би 31. армија сарађивала са снагама Калињинског фронта у заузимању Ржева.

#### 4. август 1942
У раним јутарњим сатима 4. августа 1942. године, генерал Жуков је покренуо напад Западног фронта на истурени део немачке одбране Ржева. Офанзива је почела масовним прелиминарним бомбардовањем. Концентрација артиљерије и минобацача дуж уског фронта гранатирала је немачке положаје скоро сат и по, а затим је уследила пауза у којој су совјетски авиони задимљивали линију фронта. Али затишје је било лукавство да се немачки браниоци намаме назад у њихове предње ровове да претрпе коначни удар који је био појачан рафалима каћуша.
Енергичан ватрени напад на многим местима је уништио немачке жичане барикаде, а бункери и фиксни положаји били су порушени. Нападни батаљони совјетских стрељачких дивизија, користећи сплавове, чамце и трајекте да пређу набујалу реку Дјоржу, обезбедили су предњу немачку линију у року од сат времена са малим губицима.
Погорелоје Городишче, батаљонско упориште 364. пешадијског пука 161. дивизије и један од главних почетних циљева совјетске 20. армије, брзо је опкољено, а затим одсечено од стране совјетске пешадије. Убрзо после поднева, потпомогнута још једним оштрим артиљеријским ударом и уз подршку тенкова, руска пешадија је упала на положај из три правца и савладала немачки гарнизон, заробивши 87 официра.
Јужно од Погорелоје Городишча, 331. стрељачка дивизија је брзо заузела предњу линију ровова и брзо кренула даље да заузме Губинку, село у споредној линији. До тог јутра у њему се налазио штаб 336. пешадијског пука, који је пронађен напуштен са разбацаном штабном документацијом и одбаченом опремом. На целом фронту 161. дивизије, њени војници су били нападнути великом снагом, њена одбрана се срушила и попустила, а њени преостали војници су били у потпуном повлачењу. 20. и 31. совјетска армија су пробиле немачки фронт, а до вечери су њихове стрељачке дивизије и пратеће тенковске бригаде напредовале 8 км иза немачке линије.
Немачка команда је брзо схватила опасности нове совјетске офанзиве и Хитлер је одмах ослободио пет дивизија које су биле држане у резерви за операцију Вихор, планирани напад на избочину Сухиничи. Међу њима су биле 1., 2. и 5. тенковска дивизија и 102. и 78. пешадијска дивизија. Фон Фитингоф вршилац дужности команданта 9. армије, већ је ангажовао резерве које је имао против напада Калињинског фронта и практично није имао ништа при руци да заустави ново совјетско напредовање осим војних школараца, младих помоћника и неколико минобацачких топова, које је поставио на стратешким тачкама . Ово неће дуго зауставити совјетске тенкове; Немачка одбрана је била широм отворена до доласка појачања.

#### 5. –9. август 1942.
Ујутро 5. августа, у ономе што је Халдер назвао "веома широким и дубоким продором," совјетске стрељачке дивизије су продрле у дубину немачких положаја уз занемарљивог отпора. Међутим, како су совјетске команде почеле да упућују своје оклопне јединице напред, почели су да се појављују проблеми.
Преласци дуж реке Дјорже били су блокирани нападима Луфтвафеа и отежани високим водостајем и јаком струјом. Тенковском корпусу су били потребни сати да пребаце мале делове својих снага. Путеви, засићени непрестаним кишама, брзо су пропадали и били су закрчени за саобраћај свих врста. Многа возила су се безнадежно заглибила у блато и нису могла да се крећу. Запрежна кола, артиљерија и тенкови заглављени у саобраћајним гужвама постали су дезорганизовани и дезоријентисани.  11. тенковска бригада, део мобилне групе 20. армије, изгубила се и појавила се тек неколико дана касније борећи се у погрешном сектору. Мотоциклисти у пратњи, који су били прикључени мобилној армијској групи, нису могли да возе своје машине напред, па су морали да их напусте. Јахачи су напредовали као обична пешадија, крећући се полако напред кроз блато.
Ипак, пешадија 20. армије напредовала је још 30 км, а када је пала ноћ придружили су јој се предњи делови 6. и 8. тенковског корпуса. Ове снаге су се приближавале рекама Вазузи и Гжату, али како је пала ноћ 5. августа почеле су да ступају у контакт са свежим непријатељским јединицама. Они су долазили првенствено из 5. тенковске дивизије, која је била најближа области пробоја, и била је журно пребачена у кључни сектор северно од Сичевке, где су њени предњи елементи прешли Вазузу код Члепена и раширили се, журно заузевши одбрамбене положаје.
На јужном углу пробоја, тврдоглава одбрана 36. моторизоване дивизије била је једина светла тачка за 9. армију 4. августа, али њен противник, совјетски 8. гардијски стрељачки корпус, брзо је инфилтрирао снаге око северног бока дивизије и у њену позадину.
Следећег дана, Совјети су пробили са севера тенковима и пешадијом, заобишли и надмашили батерију дивизијске артиљерије и стигли до мале заједнице Долгије Нивуј, једва 2,5 км од 36. моторизоване дивизије са седиштем у Воскресенскоју. Генералмајор Голник, командант дивизије, посматрао је како куће у Долгије Нивују горе у пламену и почео је да реорганизује своју одбрану како би се изборио са оним што је требало да буде само прва у низу криза за дивизију.
Совјетска пешадија из 20. армије покушала је да опколи немачке положаје према Каманову, али је осујећена доласком 2. тенковске дивизије, која их је потиснула и послала тенкове и панцергренадире у помоћ Голнику.
У међувремену, за 5. тенковску дивизију 6. август је био изузетно тежак. Оба њена бока су 'висила у ваздуху', а дуж целе новоформиране линије фронта је била изложена нападима пешадије и тенкова, од којих су неки успели да се пробију и угрозе јединице за снабдевање и артиљеријске положаје. 14. тенковско гренадирски пук је распоредио оба своја батаљона на линији фронта, где су претрпели озбиљне губитке. Његов 2. батаљон је био опкољен и морао је да се избори за излаз, уз помоћну тенковску чету која је изгубила осам тенкова одбијајући нападе совјетских T34 који су долазили са свих страна.
Интензивне борбе коштале су 5. тенковску дивизију 285 жртава само овог дана, али су ограничиле даље руско напредовање на само 3,2 км.
Значајне руске снаге су напредовале тако да је до 8. августа совјетска 20. армија имала преко 600 тенкова у свој сектор. Како су се у битку укључиле додатне снаге са обе стране, интензитет борбе је растао, али је интензивни совјетски напад прво ослабио, а затим престао. Коњички пукови из 2. гардијског коњичког корпуса стигли су до реке Гжат, искористивши јаз између немачке 5. и 2. оклопне дивизије, и успели су да је пребаце и изграде мостобран на јужној обали. Њено напредовање је заустављено доласком 1. оклопне дивизије, која је напала и вратила линију. Исто тако, 6. оклопни корпус је са неким пешадијским снагама стигао и прешао Вазузу, али када је прешао, наишао је на жестоке контранападе и ваздушне ударе, који су спречили даље напредовање.
Совјетске потешкоће су и даље биле присутне. Штаб 20. армије је имао проблем са комуникацијом и потешкоће у координацији бројних стрељачких јединица у сарадњи са мобилном групом фронта.
Због текућих логистичких проблема, снабдевање је било тешко, 8. тенковски корпус се жалио да му понестаје горива и муниције, што је ометало његове операције, 17. тенковска бригада је утврдила да не стиже довољно горива да би сви тенкови били у акцији, а артиљерију је требало обуздати у корист напредовања борбених јединица.
С друге стране, да би спречио пробој, фон Фитингоф је морао да ангажује своју пешадију и оклопне јединице у борбу одмах по доласку, али је до 8. августа успео да подигне чврст кордон око читавог продора Западног фронта.
Са пробојом према Сичјовки који је изгледао све мање вероватан пред немачким појачањима, Жуков је наредио 20. армији да извуче 8. тенковски корпус и преусмери га на југ, како би сарађивао са обновљеним нападима 5. армије. Дошло је до извесног побољшања времена које је коначно омогућило да се путеви довољно осуше за допремање муниције, а совјетска логистика је додатно побољшана рестаурацијом железничке линије до Погорелоје Городишћа.
Совјетски 8. тенковски корпус је још увек био ангажован у борбу против немачке 1. оклопне дивизије и могао је да извуче само 49 својих тенкова за напад. Ипак, 11. августа, након брзе артиљеријске припреме, кренуоје у напад, напредовао 5 км и заузео село Јелњу. Њен противник, 2. оклопна дивизија, одбила је 'посебно тешке нападе' тог дана  јер је добила испоруку нових тенкова Панцер IV које је одмах ангажовала у борби.
Совјетска 5. армија је тек 8. августа успела да направи плитко напредовање на линији, када је њен први напад брзо заустављен од стране немачких појачања, а сада се поново укључила у борбу да повећа притисак на Зорнов XXXXVI оклопни корпус са истока. После овога 20. и 5. армија су наставиле да нападају, сваки дан прелазећи  2-3 километара напред уз тешке борбе за свако село. Немци су непрестано развијали своје системе ровова, који су били подржани скривеним положајима минобацача и противтенковских топова и заштићени минским пољима.
Коначно, 23. августа, Каманово је пало. Након тога, 20. совјетска армија је утврдила да не може даље напредовати против скраћене и ојачане немачке линије све док 8. септембра није прешла у дефанзиву.

#### Септембар 1942
Жуков је 26. августа постављен за заменика врховног команданта, и пребачен на Стаљинградски фронт, па је командовање западним фронтом предато Коњеву. Да би задржале јединствено командовање, 30. и 29. армија Калињинског фронта биле су потчињене команди Западног фронта.
Када је преузео команду, Коњев је увидео да је 'војника све мање, а граната мало' и позвао је на застој ради реорганизације, обнављања залиха муниције, поправке тенкова и авиона. Одлучио је да покрене 31. и 29. армију са југоистока и 30. армију поново са севера и 'затвори прстен око Ржева'.
Након свог почетног продора, 31. армија је постигла стабилан, али неспектакуларан напредак у свом сектору против немачке пешадије, потискујући их корак по корак, и наносећи стабилан одлив немачких ресурса, али је и сама претрпела велике губитке. До 23. августа остварила је један од главних циљева офанзиве, заузевши јужну половину Зупцова. Затим су њене јединице стигле до реке Вазузе и изградиле плитки мостобран на западној обали. Коњев је узео 6. тенковску дивизију из 20. армије и вратио је у линију одмах испод Зупцова користећи мостобран 31. армије. Напад је планиран за 9. септембар, када је прикупљено довољно муниције.
Совјетски 6. тенковски корпус се окупио у шумама и у зору 9. септембра, после пола сата артиљеријске ватре, напао је заједно са пешадијом 31. армије. Постигавши непосредан успех пресекао је ослабљени пешадијски батаљон 11. пешадијског пука и заузео два села. Напредујући даље, заузели су село Мичејево, претећи потпуним продором.
После извесног оклевања и много телефонирања, Хитлер је пустио панцергренадирску дивизију Гросдојчланд у контранапад.

## Губици
Ангажоване совјетске армије претрпеле су 290.000 жртава у борбама у Ржеву, цифра која покрива главне групе армија за период њихових офанзивних задатака, али не покрива губитке независног корпуса нити ваздушних снага; укупни губици су били преко 300.000. Неки извори, као што су неки извештаји самих војски учесница, дају веће бројке о њиховим жртвама од оних које је забележио Фронт.
Совјетске стрељачке дивизије морале су да приме додатне људе да би наставиле са нападом због високе стопе исцрпљености војника. Да би одржао офанзиву до септембра, Коњев је затражио 20.000 замена за само две од укључених армија. До 10. септембра совјетске армије су биле десетковане: губици су их свели на пола снаге, са 184.265 људи и 306 тенкова.
| Армија     | Трајање операције               | Укупни губици у операцији |
| ---------- | ------------------------------- | ------------------------- |
| 30. армија | август – септембар 1942         | 99.820                    |
| 29. армија | август – септембар 1942         | 16.267                    |
| 20. армија | 4. август – 10. септембар 1942  | 60.453                    |
| 31. армија | 4. август – 15. септембар 1942  | 43.321                    |
| 5. армија  | 7. август – 15. септембар 1942  | 28.984                    |
| 33. армија | 10. август – 15. септембар 1942 | 42.327                    |
|            |                                 | Укупно 291.172            |

Табела совјетских губитака
Немачки губици у 9. армији до 17. августа већ су износили 20.000. Гинтер фон Клуге је 1. септембра одлетео у фиреров штаб да пренесе оно што му је Модел јавио дан раније: 9. армија је била пред колапсом. Њене жртве су достигле 42.000 и расле су стопом близу 2.000 дневно. Хитлер је обећао нека скромна појачања, вероватно укључујући дивизију Гросдојчланд. "Неко", навео је, "мора пасти. Нећемо то бити ми!"
До средине септембра, немачке пешадијске дивизије у јеку борби имале су до 4.000 жртава, а у случају тешко погођене 161. пешадијске дивизије, преко 6.000. Све оклопне дивизије су изгубиле између 1.500 и 2.000 војника и већину тенкова са којима су започеле битку. Све у свему, број жртава 9. армије износио је преко 53.000, укључујући више од 1.500 официра. Поред тога, у сектору 3. оклопне армије, извештаји о жртвама отприлике у време совјетског напада бележе преко 10.000 губитака.

### Енглески извори
- Burdick, Charles (1988). The Halder War Diary, 1939–1942. Presidio. ISBN 978-0891413028.
- Chaney, Otto Preston (1996). Zhukov. University of Oklahoma Press. ISBN 978-0806128078.
- Forczyk, Robert (2006). Moscow 1941: Hitler's First Defeat. Osprey Publishing. ISBN 978-1-84603-017-8.
- Forczyk, Robert (2012). Georgy Zhukov. Osprey Publishing. ISBN 978-1-84908-556-4.
- Forczyk, Robert (2014). Tank Warfare on the Eastern Front 1941–1942: Schwerpunkt. Pen and Sword. ISBN 978-1-78159-008-9.
- Gerasimova, Svetlana (2013). The Rzhev Slaughterhouse. Helion & Company. ISBN 978-1-908916-51-8.
- Glantz, David M. (1999). Forgotten Battles of the German-Soviet War Vol. III.
- Glantz, David M. (1999). Zhukov's Greatest Defeat: The Red Army's Epic Disaster in Operation Mars, 1942. University Press of Kansas. ISBN 978-0-7006-0944-4.
- Gorbachevsky, Boris (2009). Through the Maelstrom: A Red Army Soldier's War on the Eastern Front, 1942–1945. University Press of Kansas. ISBN 978-0700616053.
- Jentz, Thomas L. (2004). Panzertruppen: Vol 1. Schiffer Publishing. ISBN 978-0887409158.
- Mikhin, Petr (2011). Guns Against the Reich: Memoirs of a Soviet Artillery Officer on the Eastern Front. Stackpole Books. ISBN 978-0811709088.
- Newton, Steven H. (2005). Hitler's Commander: Field Marshal Walther Model, Hitler's Favorite General. Da Capo Press Inc. ISBN 978-0306813993.
- Ziemke, Earl F. (1987). Moscow to Stalingrad. Center of Military History, United States Army. ISBN 9780880292948.

### Руски извори
- Beshanov, Vladimir (2008). Year 1942 – 'Learning'. Eksmo, Yauza. ISBN 978-5699302680.
- Getman, Andrei (1973). Tanks go to Berlin. Military. publishing house of the Ministry of Defense of the USSR. ASIN B007WVFFNW.
- Isaev, Aleksey Valerevich (2006). Когда внезапности уже не было (When the element of surprise was lost). EKSMO, Jauza. ISBN 978-5699119493.
- SANDAL0V, L.M. (1960). Offensive operations of the 20th Army of the Western Front in August 1942. Military publishing house of the Ministry of Defense of the USSR.

### Немачки извори
- Haupt, Werner (1983). Die Schlachten Die Mitte der Heeresgruppe. Aus der Sicht der Divisionen. Podzun-Pallas-Verlag GmbH. ISBN 978-3895555886.
- Stoves, Rolf (1961). 1. Panzer-Division 1935–1945. Podzun. ASIN B0000BOBMM.
- Strauss, Franz J (2005). Die Geschichte der 2. (Wiener) Panzer-Division. Dörfler Verlag GmbH. ISBN 978-3895552670.
- Selz, Barbara (1970). Das Grüne Regiment Der Weg der 256.Infanterie-Division aus der Sicht des Regimentes 481. Kehrer. ASIN B0000BUNXD.
- Detlev von Plato, Anton (1978). Geschichte der 5. Panzerdivision (1938 bis 1945). Walhalla und Praetoria Verlag Regensburg. ISBN 978-3927292208.
- Großmann, Horst (1987). Rshew, Eckpfeiler der Ostfront. Podzun-Pallas-Verlag GmbH. ISBN 978-3790901269.
- Conrady, Alexander. Rshew 1942/1943. ASIN B002HLXFZW.